# نعيم (كوكبة)

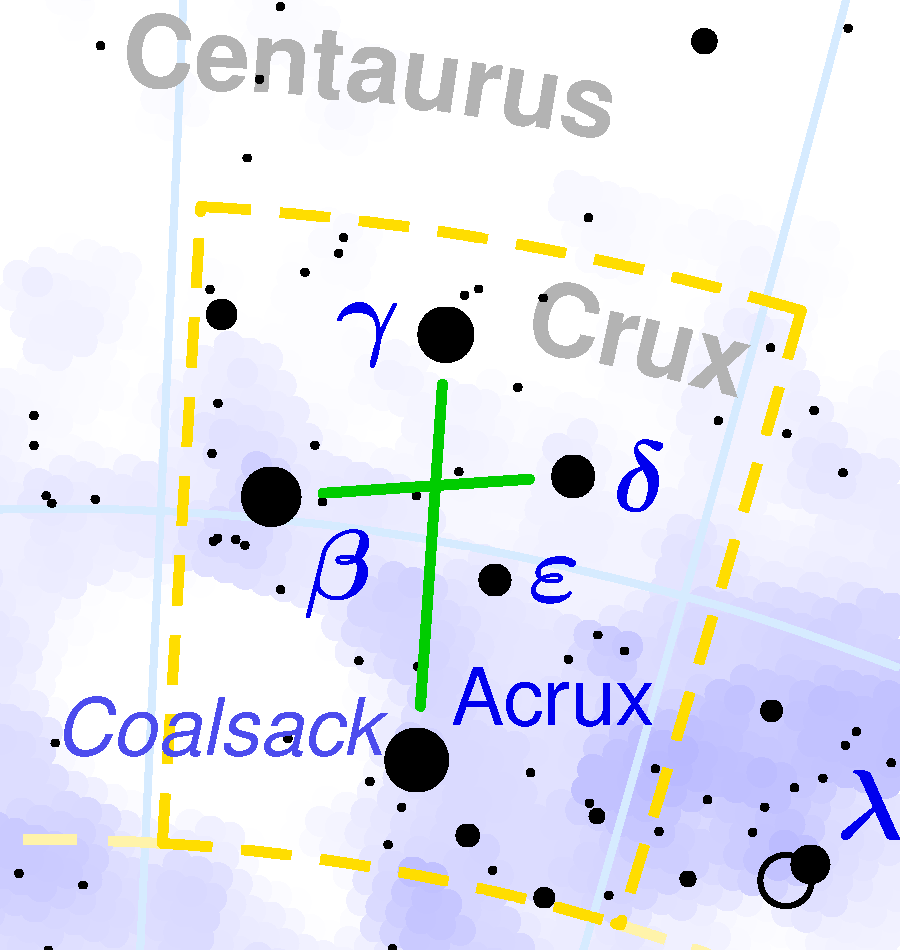
الصليب الجنوبي.

نُعَيْم (بالإنجليزية: Crux)‏ والمعروفة أيضًا باسم صليب الجنوب، هي كوكبة ممركزة على أربعة نجوم في السماء الجنوبية ضمن أحد الأجزاء المشرقة من درب التبانة. تُعد من بين الكوكبات الأكثر تميزًا إذ تتميز كل من نجومها بقدر ظاهري واضح أكثر إشراقًا من +2.8، على الرغم من أنها أصغر الكوكبات الـ 88 الحديثة. يعني اسمها باللاتينية «الصليب»، إذ يشبه شكلها الصليب أو الطائرة الورقية.
تهيمن الكوكبة على النجم الأزرق الأبيض ألفا (نَيِّر نُعَيْم)، وهو ألمع نجوم الكوكبة وأكثرها توضعًا جنوبيًا. تظهر نجوم نعيم الثلاثة الاخرى في اتجاه عقارب الساعة وتُرتب تصاعديًا حسب قدرها الظاهري (أي تنازليًا حسب لمعانها): النجم بيتا (ميموزا)، والنجم غاما، والنجم دلتا (إماي). يقع أيضًا النجم إبسيلون (غينان) ضمن الصورة النجمية "صليب الجنوب". العديد من تلك النجوم الأكثر سطوعًا أجزاء في تجمع العقرب-قنطورس [الإنجليزية]، وهي مجموعة كبيرة من النجوم الزرقاء الحارة التي يبدو أنها تشترك في أصولها المشتركة وحركتها عبر درب التبانة الجنوبي.
يحتوي نُعَيْم على أربعة نجوم متغيرة السطوع، كل منها مرئي للعين المجردة في الظروف المثلى. يحتوي نُعَيْم أيضًا على العنقود المفتوح المشرق والملون المعروف باسم صندوق الجواهر أو NGC 4755 على حدوده الغربية. إلى الجنوب الشرقي، يوجد سديم مظلم كبير نسبيًا بالقرب من الدرجات 7- 5 الذي يُعرف باسم سديم كيس الفحم، تُعين أجزاء منه في الكوكبات المجاورة لكوكبة قنطورس وكوكبة الذبابة.

## تاريخيًا
عرفت النجوم المشرقة في نُعَيْم لدى الإغريق القدماء، إذ اعتبرها بطليموس جزءًا من كوكبة قنطورس. وكانت واضحة تماما في أقصى الشمال مثل بريطانيا في الألفية الرابعة قبل الميلاد، ومع ذلك خفض تساوي الليل والنهار النجوم تدريجيًا تحت الأفق الأوروبي، ونسيها سكان خطوط العرض الشمالية في النهاية. بحلول عام 400 م، لم تعد النجوم في الكوكبة التي نسميها الآن نُعَيْم تظهر فوق الأفق في معظم أنحاء أوروبا. ربما عرف دانتي عن الكوكبة في القرن الرابع عشر، إذ وصف نجمة من أربعة نجوم والتي كانت ساطعة في السماء الجنوبية في الكوميديا الإلهية. اعتقد آخرون بأن وصف دانتي كان مجازيًا، وأنه من شبه المؤكد عدم معرفته عن الكوكبة. 
لاحظ الملاح البندقي ألفيس كاداموستو في القرن الخامس عشر ما قد يكون صليب الجنوب عند مغادرته نهر غامبيا في عام 1455، واصفًا إياه بأنه كارو ديل أوسترو «عربة الجنوب». ومع ذلك، كان الرسم البياني المصاحب لكاداموستو غير دقيق. يرجع المؤرخون الفضل عمومًا إلى جواو فاراس لكونه أول أوروبي يوضح صليب الجنوب بشكل صحيح. رسم فاراس الكوكبة ووصفها (ما يطلق عليها «لاس غوارداس») في رسالة مكتوبة إلى الملك البرتغالي من على شواطئ البرازيل في 1 مايو 1500.
لم يلاحظ المستكشف أمريكو فسبوتشي صليب الجنوب فحسب ولكن أيضًا سديم كولساك المجاور في رحلته الثانية في 1501-1502.
ينسب إلى أندريا كورسالي -الملاح  الإيطالي الذي أبحر إلى الصين و جزر الهند الشرقية من عام  1515-1517 في رحلة استكشافية برعاية الملك مانويل الأول- الوصف الدقيق لنُعَيْم باعتباره كوكبة منفصلة . كتب كورسالي رسالة إلى الملك في عام 1516 واصفًا فيها ملاحظاته عن السماء الجنوبية، والتي تضمنت خريطة أولية إلى حد ما للنجوم حول القطب السماوي الجنوبي بما في ذلك صليب الجنوب بالإضافة إلى غيمتا ماجيلان ضمن نطاق خارجي للوصف.
استُشهد بإيمري مولينوكس وبيتروس بلانسيوس باعتبارهما أول مصممين للأورانوغرافس (مصممو السماء) من أجل تمييز نُعَيْم باعتباره كوكبة منفصلة؛ يعود تاريخ تصميمهما إلى عام 1592، إذ رسم الأول الكرة الأرضية السماوية في واحدة من الخرائط السماوية الصغيرة على خريطة حائط كبيرة. ومع ذلك، اعتمد كلا المؤلفين على مصادر غير موثوقة ووضعوا نُعَيْم في موضع خاطئ. عُرض نُعَيْم أول مرة في موقعه الصحيح على الكرات السماوية على يد بيتروس بلانسيوس وجودوكس هينديوس في 1598 و1600. صُنفت نجومها لأول مرة بشكل منفصل عن كوكبة قنطورس بواسطة فريدريك دي هاوتمان في 1603. تم تبني مجموعة كوكبة لاحقًا من قبل جاكوب بارتش في عام 1624 وأوغسطين روير في عام 1679. يُشار أحيانًا إلى روير بالخطأً على أنه يميز في البداية مع نُعَيْم.

## المعالم
يحد نُعَيْم الكوكبة قنطورس (التي تحيط بها من ثلاث جهات) من الشرق والشمال والغرب، وتحدها كوكبة الذبابة من الجنوب. تغطي 68 درجة مربعة و0.165٪ من سماء الليل، وهي أصغر الكوكبات الـ 88. الاختصار المكون من ثلاثة أحرف للكوكبة، مثلما اعتمده الاتحاد الفلكي الدولي في عام 1922 هو «كرو». تُعرف حدود الكوكبة الرسمية، مثلما حددها يوجين ديلبورت في عام 1930، على شكل مضلع مكون من أربعة قطاعات. تقع إحداثيات الصعود الصحيحة لهذه الحدود في نظام الإحداثيات الاستوائية بين  11h 56.13m و12h 57.45m، في حين أن إحداثيات الانحراف ما بين  −55.68° و −64.70°. أرقامها الإجمالية على الأقل في جزء من السنة على خط عرض 25 درجة شمالًا.
يمكن رؤية نُعَيْم في سماء المناطق المدارية من أبريل إلى يونيو. يقع نُعَيْم في الجهة المقابلة لكوكبة ذات الكرسي في الكرة السماوية، وبالتالي لا يمكن أن يظهر في السماء مع الأخير في نفس الوقت. في هذه الحقبة، في جنوب مدينة كيب تاون وأديلايد وبوينس آيرس (خط عرض 34 درجة جنوبًا)، يعتبر نُعَيْم نجمًا حول قطبي ويظهر دائمًا في السماء.

## أعلام تحتوي صليب الجنوب

البرازيل
أستراليا
نيوزيلندا
بابوا غينيا الجديدة
ساموا
ولاية فيكتوريا
إقليم شمالي (أستراليا)
Australian Capital Territory
جزيرة عيد الميلاد
جزر كوكس
محافظة أرض النار وأنتاركتيكا وجزر جنوب المحيط الأطلسي الأرجنتينية
Región de Magallanes y de la Antártica Chilena
راية بيتر التابعة لجمعية شرق أفريقيا الألمانية
راية مركسور

## اقرأ أيضا
- رجل قنطورس